# Marc Klok
Marc Klok (Amsterdam, 20 aprile 1993) è un calciatore olandese naturalizzato indonesiano, centrocampista del Persib e della nazionale indonesiana.

## Palmarès

### Club

#### Competizioni nazionali
- Coppa di Bulgaria: 1

Černo More Varna: 2014-2015
- Supercoppa di Bulgaria: 1

Černo More Varna: 2015
- Coppa dell'Indonesia: 1

PSM Makassar: 2019